# Hrada (obwód brzeski)
Hrada (biał. Града; ros. Гряда) – wieś na Białorusi, w obwodzie brzeskim, w rejonie łuninieckim, w sielsowiecie Sinkiewicze.
W dwudziestoleciu międzywojennym leżała w Polsce, w województwie poleskim, w powiecie łuninieckim, w gminie Lenin (Sosnkowicze). Po II wojnie światowej w granicach Związku Sowieckiego. Od 1991 w niepodległej Białorusi.